# Regió de Lleó

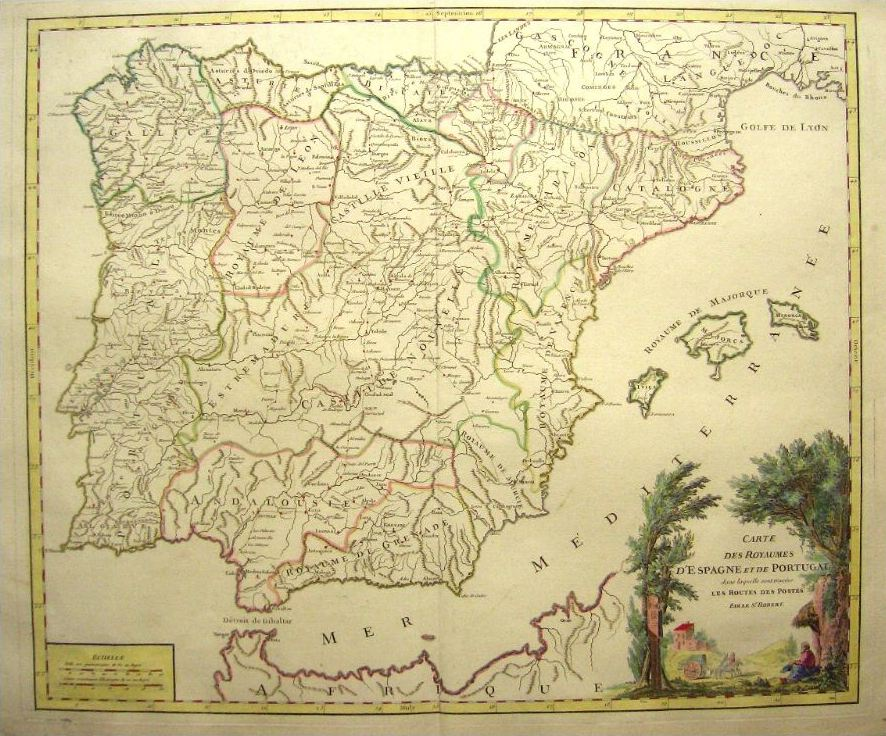
Les regions espanyoles el 1770.

La Regió de Lleó, també denominada Regne de Lleó, és una regió espanyola definida després de la divisió territorial d'Espanya de 1833, que en l'actualitat forma part de la comunitat autònoma de Castella i Lleó. Agrupa les províncies de Lleó, Salamanca i Zamora i, en alguns períodes dels segles xix i xx, també les de Palencia i Valladolid (des del Reial decret de 30 de novembre de 1855).
Durant la Segona República a la regió de Lleó se li adscrivien Lleó, Zamora i Salamanca, escollint aquesta demarcació representants judicials. Valladolid i Palència s'adscriurien a la regió de Lleó amb el franquisme fins a la dècada dels seixanta, que de nou són considerades dins de Castella la Vella.
Com la resta de regions definides en aquesta divisió territorial, realitzada en 1833 i obra del ministre Francisco Javier de Burgos y del Olmo, no tenia cap mena de competència ni òrgans comuns a les províncies que agrupava, tenint un caràcter classificatori, sense pretensions d'operativitat administrativa.
Les forces polítiques del lleonesisme reclamen la vigència d'aquesta regió històrica.